# Cyanidiales
Ordre
Familles de rang inférieur
- Cyanidiaceae
- Galdieriaceae

L'ordre des Cyanidiales est un ordre d'algues rouges unicellulaires de la classe des Cyanidiophyceae.

## Liste des familles et genres
Selon AlgaeBase (3 août 2013) et World Register of Marine Species (3 août 2013) :
- famille des Cyanidiaceae Geitler
- famille des Galdieriaceae Merola, Castaldo, De Luca, Gambardella, Musacchio & Taddei

Selon NCBI (3 août 2013) :
- famille des Cyanidiaceae
  - genre Cyanidioschyzon
  - genre Cyanidium
  - genre Galdieria